# Takeru
Takeru (武 - TAKERU -?) è un manga a colori di Buichi Terasawa. Pubblicato originariamente da Scholar sulla rivista Comic Burger nel 1993, in Italia è stato importato prima da Star Comics, che tra ottobre 1994 e aprile 1995 ha fatto uscire i 4 volumi della serie, e successivamente da J-Pop, che nel giugno 2010  ha iniziato la pubblicazione di due volumi restaurati con colorazione digitale.
Nel 2009 il regista Takashi Miike ne aveva annunciata una trasposizione cinematografica live-action da 30 milioni di dollari; la pellicola si sarebbe avvalsa della sceneggiatura di Yoshiya Nagasawa.

## Trama
Takeru è un cacciatore di taglie. Dopo aver cacciato ed ucciso Genta il burattinaio, scorge la principessa Kazehime in lettiga. Accortosi che la giovane sta per essere aggredita da alcuni spiriti maligni, corre in soccorso della giovane regnante. Arrestato come rapitore di Kazehime per un malinteso, Takeru conosce in prigione Kurotora, capoclan dei Kazezoku, popolazione di briganti. Fuggito grazie all'aiuto del suo robot-aiutante Bumbuku, dal vago aspetto di un tanuki con un dorso composto da uno scudo liscio e metallico, Takeru cerca di rivedere Kazehime e, piombatole in camera da letto, finisce per sventare un altro tentativo di rapimento. La giovane, sebbene sospettosa, decide di fidarsi del giovane cacciatore di taglie e lo incarica di andare ad indagare al tempio di Himiko. Lì si dice risiedere una strega, responsabile degli attentati alla vita della principessa reale. Lì Takeru scopre che la strega ha assunto l'aspetto di Koryu, sacerdotessa ed amica di Kazehime e che complotta per riportare in vita la leggendaria Hiimiko attraverso sacrifici e riti sanguinari. Nella sua spedizione al tempio re-incontra Kurotora e i suoi uomini, accompagnati dalla battagliera figlia del capoclan. I briganti – interessati ad uno specchio incantato della strega – si uniscono al giovane ed insieme riescono a sfuggire dalle letali guardie ninja della strega. Arrivati al villaggio Kazezoku, Kurotora e sua figlia Hien rompono lo specchio per liberare le anime degli abitanti del villaggio rapiti da Kaganju. Poi, dopo i festeggiamenti per la riuscita dell'impresa, il capoclan spiega a Takeru il vero ruolo dei Kazezoku: sotto la nomea di briganti si nascondono dei guardiani dei bassifondi per conto della principessa Kazehime. L'uomo non fa in tempo a finire di parlare che un albero di spine, frutto di magia nera, gli trafigge il cuore, crescendogli dalle viscere sino a sfondare il tetto dell'abitazione e ad innalzarsi nel cielo del villaggio. Hien accorre solo per scoprire che l'uomo che ha sempre creduto suo padre è in realtà un semplice precettore. Rabbiosa, la giovane decide di attaccare la strega con i pochi uomini del villaggio, ma Takeru la convince a dargli un giorno di tempo per poter avvisare Kazehime e portare in soccorso l'esercito.
Lungo la strada viene assalito dai tre ninja al servizio della strega; grazie alla sua forza e al kotodama riesce a sconfiggerli. Avvelenato dalla “volpe del buio” evocata da Genyosai, solo le cure di Hien e l'esposizione alla luna gli permettono di sopravvivere e riprendersi completamente.
Intanto al palazzo reale, la strega nei panni di Koryu si incontra con Kazehime, la aggredisce e le svela di volere il suo corpo per resuscitare la mitica Himiko. Dopo aver strappato le vesti alla principessa, la falsa Koryu scopre che al potere vi è un sostituto, un giovane che ha interpretato il ruolo della principessa, nascosta dal re e fatta crescere in un luogo segreto del regno. Furiosa, Kaganju rinchiude nelle segrete il ragazzo e assume l'aspetto di Kazehime.
Quando Takeru giunge a corte, ritrova la principessa che ama nelle segrete, apprende di avere di fronte a sé un uomo e che ora al governo c'è la perfida Kaganju. Stremato dalle torture della strega, il giovane spira tra le braccia di Takeru e questi arde in suo onore una pira; proprio allora che gli appare il magico guerriero ed alleato del male Ryuoin. I due si scontrano in un duello che termina senza vincitori né vinti. Takeru viene salvato da Hien ed è allora che la falsa principessa scopre la vera identità della ragazza brigante: Hien ha una pelle che riluce sotto la luna, segno distintivo della famiglia reale e dei discendenti di Himiko.
Dopo una sosta alla biblioteca reale per indagare più a fondo la rinascita di Himiko, Takeru e Hien ritornano dai Kazezoku per scoprire che la popolazione ha subito l'assalto delle truppe imperiali – sotto la guida di quella che credono Kazehime – e dei bonzi seguaci della capostipite dalle doppie pupille. Quando Hien viene riconosciuta come legittima principessa, subito viene rapita.
Takeru si scontra con Kaganju nella sua vera forma, quella mostruosa e demoniaca, nel tentativo di poter raggiungere il prima possibile Hien ed interrompere il rito che la vorrà animata dallo spirito della sanguinaria Himiko. Il giovane eroe non riesce ad evitare che la defunta regina si impossessi dell'attuale principessa, ma un bacio tra i due basta a far ritornare in sé la giovane. Affrontato lo spirito di Himiko e la sua seguace Ganjuu, a Takeru e Hien non resta che cominciare a pensare alla ricostruzione di un regno distrutto ma finalmente pacificato.